# Jorge Rodrigues
Jorge Manuel Ferreira Rodrigues (Vila Real, 19 marzo 1982) è un ex calciatore portoghese, di ruolo difensore.

## Carriera
In carriera ha giocato 18 partite di qualificazione alle coppe europee, 1 per la Champions League e 17 per l'Europa League, tutte con il Kalju Nõmme.